# バンクーバー港
バンクーバー港（Port of Vancouver）はカナダのブリティッシュコロンビア州バンクーバー市にある港。重量ベースでは年間7940万トンを取り扱うカナダ最大の港湾であると同時にアメリカ西海岸でも最大の港湾で、コンテナベースではカナダ最大、北米大陸では第五位の取扱量を誇る。
貿易額は430億ドル（約4兆円）で近隣のバラード入り江やデルタ市にあるロバーツ・バンク・スーパーポートとともにポート・メトロ・バンクーバーが管理を行っている。

## 歴史

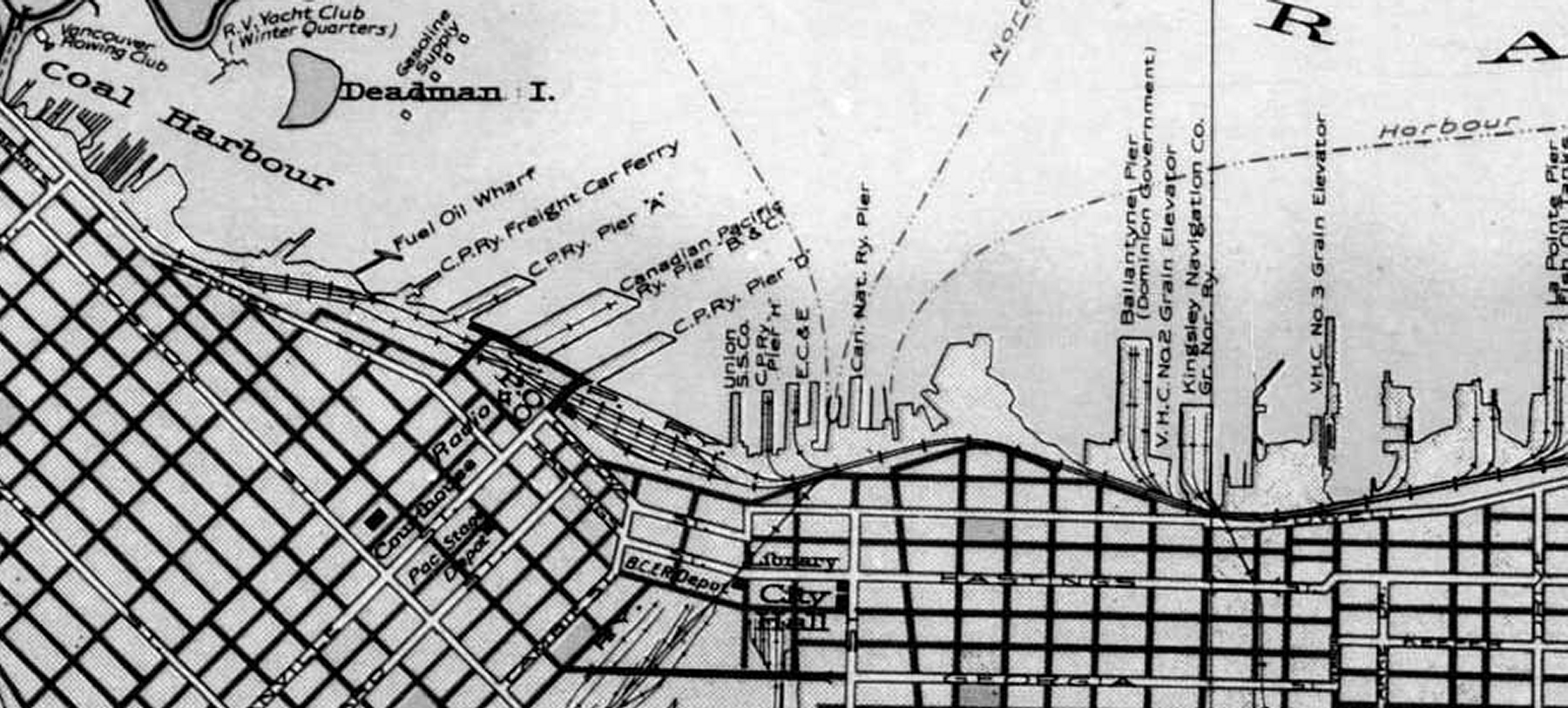
1929年のバンクーバー港と市街の地図

バンクーバー港は1914年にパナマ運河が開通したことによりヨーロッパへのアクセスが容易になり、国際的な海上物流の舞台に立つことができた。1920年代には後にバンクーバー市長やカナダ上院議員となり「ロッキーを平らにした男」との異名を持つゲリー・マクギアーの取り組もあり、州政府はバンクーバー港から港湾輸送を行う貨物を絞り込み鉄道でロッキー山脈を越えて東海岸へと輸送するルートを採る貨物と区別することでカナダ平原の小麦を東海岸の港でなくバンクーバー港から輸出させることに成功した。また1920年代初頭に州政府が開発を監督する港湾委員会を設立し、1923年の完成をもって現在はバンクーバー港の一部となっているバランタイン・ピアは大英帝国で最も先進的な港湾となった。第一次世界大戦後にはカナダ太平洋鉄道や材木輸出業者などバンクーバー港のウォーターフロントにある会社が急増する需要に対し労使関係を管理するための労働組合であるブリティッシュコロンビア運輸連盟を結成し、第二次世界大戦後のILWUの前身となった。1930年代にはいると港湾を通過する貨物輸送はバンクーバー経済で大きな地位を占めるに至った。
2008年1月、バンクーバー港は周辺の北フレーザー港湾委員会とフレーザー川港湾委員会の2つと合併し、ポート・メトロ・バンクーバーとして新しく組織された。

## 概要
バンクーバー港には現在25のターミナルがあり、うち3つがコンテナ、5つがブレーク・バルク・カーゴ、17がバルク・カーゴ用となっている。このうちコンテナ・ターミナルとブレーク・バルク・カーゴ・ターミナルはドバイ・ポーツ・ワールドによってリースされている。
2006年の貨物取扱量は2005年の7650万トンから4%増え7940万トンとなり、2005年のデータでは170万個のコンテナと91万人の旅客を取扱い、入港した外国船は10万隻以上にのぼる。
2005年の主な輸出入先は以下の通り。
| - 中国 - 16,310 - 日本 - 15,574 - 韓国 - 7,145 - アメリカ - 3,647 - ブラジル - 3,101 | - ドイツ - 2,727 - 台湾 - 2,594 - メキシコ - 1,742 - インド - 1,719 - イタリア - 1,638 |

## 経済への影響

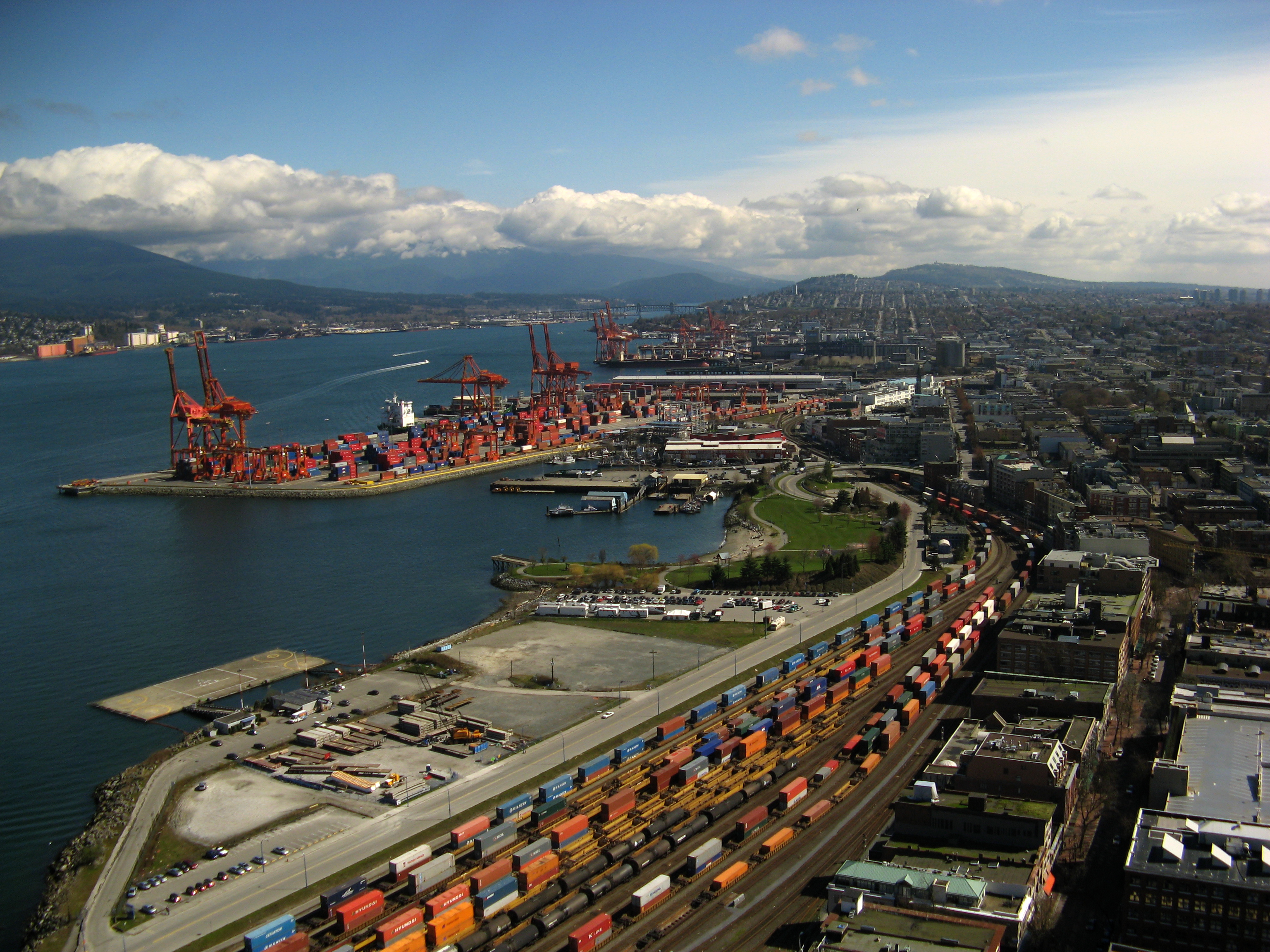
現在のバンクーバー港の様子

バンクーバー港は3万人以上の雇用を創出している。主に5つに分野にわかれており、21000人という同港最大の雇用を生み出している海上貨物分野、それに次いで5600人の雇用を生み出す客船クルーズ分野、そして造船および修理分野、港湾施設分野、そして港湾自体とは関係のない会社の分野である。これに間接的に生み出される雇用も含めると実に62000人の人が働いており、その平均給与はブリティッシュコロンビア州全体の平均給与を52%も上回っている。
現在バンクーバー港は直接的なものだけて18億ドル、相乗的なものも含めると40億ドル以上の経済効果をGDPにもたらしており、物の輸出入を通してカナダ西部全体の経済の要の一つとなっている。またバンクーバー港は主に5月から9月に行われるアラスカクルーズの母港となっており、100万人近い乗客と300便以上のクルーズ船がバンクーバーの2つのターミナル（カナダ・プレイスとバランタイン）から出港している。

## ターミナル拡張
研究によると今後20年間で北米大陸西海岸のコンテナ取扱量は3倍に拡大し、現在約200万TEUを扱っているバンクーバー港のコンテナも2020年までに700万TEUまで増えるとみられている。そのためバンクーバー港を管理するポート・メトロ・バンクーバーはバンクーバー港を拡大し港湾の能力を向上させる計画に着手し、2002年には「既存ターミナルの効率化」「既存ターミナルの拡大」「新ターミナルの建設」という3本柱を中心とした内容の計画を発表した。
しかしブリティッシュコロンビア州の西海岸北部、アラスカ州との国境近くにあるプリンスルパート港も同様の計画を進めており、共にシカゴなどのアメリカの主要都市と鉄道で接続しているためよりアジアの主要港に近いプリンスルパート港がバンクーバー港よりも有利になるとみられ強力なライバルと認識されている。